# Valcheta Airport
Valcheta Airport är en flygplats i Argentina.   Den ligger i provinsen Río Negro, i den södra delen av landet, 900 km sydväst om huvudstaden Buenos Aires. Valcheta Airport ligger 185 meter över havet.
Terrängen runt Valcheta Airport är platt. Trakten runt Valcheta Airport är nära nog obefolkad, med mindre än två invånare per kvadratkilometer.. Det finns inga samhällen i närheten.
Omgivningarna runt Valcheta Airport är i huvudsak ett öppet busklandskap.